# Friedrich Boltz
Friedrich Boltz, auch: Bolz (* um 1685 in Königsberg (Preußen); † 1754 in Georgenau) war ein deutscher evangelisch-lutherischer Geistlicher.

## Leben
Friedrich Boltz war ein Sohn des Jura-Professors Johann Christoph Boltz. Theodor Boltz war sein älterer Bruder. Er graduierte am 30. April 1713 nach einer Disputation unter dem Vorsitz von Christian Sahme an der Albertus-Universität Königsberg zum Magister. 1714 war er in Lübeck, wo er sich einem Colloquium ordinarium, einer Vorform des Theologischen Examens, unter Vorsitz des Lübecker Superintendenten Georg Heinrich Götze unterzog. Er reiste weiter an die Universität Rostock, wo er 1715 Respondent einer Disputation war. Im Folgenden Jahr ging er an die Universität Wittenberg. Hier war er im September 1716 (unter Vorsitz von Martin Chladni) und im Januar 1717 (unter dem Vorsitz von Gottlieb Wernsdorf) Respondent von Disputationen. Mit seiner These, der Pietismus sei eine Wiederkehr des Osiandrismus, positionierte er sich als streitbarer Vertreter der Lutherischen Orthodoxie.
1717 kehrte er zurück nach Königsberg. Am 18. August wurde er erneut in die Matrikel der Universität aufgenommen. Als Privatdozent lehrte er Philosophie. Daneben war er ab 1719 zweiter Inspektor des zur Universität gehörenden Alumnats.
Trotz seiner umfassenden akademischen Vorbildung wurde er nie ordentlicher Professor. 1721 wurde er zum Pastor der Kirche Fischhausen (Ostpreußen) berufen. Ab 1750 wirkte er als Pastor in Georgenau, wo er 1754 starb.
Seit dem 9. Mai 1724 war er verheiratet mit Luisa Dorothea, geb. Grünenberg.

## Stammbuch
Von 1714 bis 1742 führte Boltz ein Album amicorum in 5 Bänden, das später in der Stadtbibliothek Königsberg verwahrt wurde. Eine Liste der 311 Einträger ist erhalten, das Album selbst gilt als Kriegsverlust des Zweiten Weltkriegs.

## Werke
- De genuino et domestico rhetorices auditore. Königsberg: Reusner 1705
- Exercitatio historico-politica, de bello ob imperii ampliationem suscepto. Königsberg: Reusner 1707
- Disputatio Theologica, De Viro Cujus Nomen Est Germen, Ex Zach. VI. 12. Königsberg: Reusner 1711

Digitalisat, Universitäts- und Landesbibliothek Sachsen-Anhalt
- Zufällige Trauer- und Trost-Gedancken Herrn Gottfried Erasmi und Anna Regina geb. Wegnerin Bey dem frühzeitigen Absterben ihres Söhnleins Reinhold Gottfried Erasmi. Königsberg 1712
- Disputatio Theologica De Juramento In Symbola Et Libros Symbolicos. Königsberg 1713

Digitalisat, Universitäts- und Landesbibliothek Sachsen-Anhalt
- Dissertatio Theologica De Conversione Gentilium, Hactenus Nequaqam Neglecta Speranda Tamen Ulterius Et Promovenda. Rostock: Schwiegerau 1715

Digitalisat, SLUB Dresden
- Dissertatio Theologica De Conscientia Cavteriata / Qvam Ductu Oraculi I. Tim. IV, 2. Wittenberg: Gerdes 1716

Digitalisat, Universitäts- und Landesbibliothek Sachsen-Anhalt
- De bono ecclesiae oeconomo ex. I. Cor. IV, 1. Wittenberg: Gerdes 1717
- Osiandrismum In Pietismo Renatvm. Wittenberg: Gerdes 1717

Digitalisat, Bayerische Staatsbibliothek
Digitalisat der 6. Auflage 1729, Universitäts- und Landesbibliothek Sachsen-Anhalt